# Melania Trump
Melanija Knavs, germanizzata come Melania Knauss e coniugata Trump (Novo Mesto, 26 aprile 1970), è un'ex modella slovena naturalizzata statunitense, moglie di Donald Trump, 45° e 47° Presidente degli Stati Uniti d'America dal 2017 al 2021 e nuovamente dal 2025.
È la seconda first lady di religione cattolica dopo Jacqueline Kennedy.

## Biografia
Melania Knauss è nata nel 1970 in Slovenia, a Novo Mesto, allora parte della Jugoslavia. Suo padre, Viktor Knavs (1944), gestiva una concessionaria di automobili e motociclette e veniva dalla vicina cittadina di Radeče, mentre sua madre Amalija Ulčnik (1945-2024), era originaria di Raka, un villaggio vicino a Krško ed era specializzata in cartamodelli per creazioni di moda.
Quando era ancora adolescente, Melania si trasferì con la famiglia a Sevnica, dove crebbe in un modesto condominio. Ha intrapreso la sua carriera di modella a 16 anni e all'età di 18 anni ha firmato con un'agenzia di moda a Milano. Si dice che parli più lingue: lo sloveno, il serbo-croato, il tedesco, l'inglese e il francese.

### Carriera di modella
Dopo aver brevemente studiato design e architettura all'Università di Lubiana in Slovenia, senza conseguire un titolo formale, Melania Knauss ha lavorato come modella per le maggiori case di moda di Milano e Parigi trasferendosi quindi a New York nel 1996, trovando rappresentanza nell'agenzia Metropolitan Models. Lavorando con fotografi inclusi Helmut Newton, Patrick Demarchelier e Mario Testino, Knauss è apparsa sulle copertine di Vogue, Harper's Bazaar, Ocean Drive, In Style, New York Magazine, Avenue, Allure, Vanity Fair, Self, Glamour, GQ, Elle, FHM e Max ed è apparsa come modella di bikini nel 2000 su Sports Illustrated Swimsuit Issue. Come modella passò poi all'agenzia di Donald Trump, la Trump Model Management.

### Il matrimonio con Donald Trump
Dopo essersi trasferita a New York nel 1996, incontra Donald Trump, all'epoca affermato imprenditore nel campo immobiliare, alla settimana della moda di New York nel settembre del 1998. La loro relazione diventa di dominio pubblico in seguito a un'intervista nel 1999 a The Howard Stern Show. Nel 2000 appare con Trump durante la sua campagna elettorale in favore del Reform Party 2000 per la campagna presidenziale.
Dopo essersi fidanzati nel 2004, Trump e Knauss si sono sposati il 22 gennaio 2005 alla The Episcopal Church di Bethesda-by-the-Sea a Palm Beach, in Florida, con un ricevimento nella sala da ballo nella tenuta Mar-A-Lago di Trump. L'evento ha visto la partecipazione tra gli altri di: Katie Couric, Matt Lauer, Rudolph Giuliani, Heidi Klum, Star Jones, P. Diddy, Shaquille O'Neal, Barbara Walters, Conrad Black, Regis Philbin, Simon Cowell, Kelly Ripa e l'allora senatrice Hillary Clinton con l'ex presidente Bill Clinton. Al ricevimento Billy Joel ha cantato Just the Way You Are con testo modificato grazie all'inserimento di nuove parole alla canzone The Lady Is a Tramp su Trump.
Melania Trump è stata intervistata con il marito nel maggio 2005 al Larry King Live, quattro mesi dopo il loro matrimonio, successivamente è stata copresentatrice in alcuni episodi di The View al fianco di Barbara Walters. Sempre nel 2005 è apparsa in una pubblicità per l'assicurazione Aflac, nella quale Melania Trump e la mascotte dell'Aflac (un'anatra, doppiata dal comico Gilbert Gottfried) si scambiano la personabilità grazie a folle esperimento in stile Frankenstein. Nel 2006 la coppia ha dato alla luce un figlio che è stato chiamato Barron William Trump.
Nel 2010 ha lanciato la sua collezione di orologi e gioielli chiamata Melania™ Timepieces & Jewelry e venduta su QVC. Nel 2013 ha inoltre commercializzato una linea di creme per la pelle, Melania™ Caviar Complexe C6, che è stata promosso su The Celebrity Apprentice e The View. La sua linea di prodotti ha sofferto in seguito di problemi di distribuzione. Nel 2013 ha vinto una causa giudiziaria e il diritto ad un arbitrato dopo aver fatto causa ad un fornitore di Indianapolis per 50 milioni di dollari per inadempienza contrattuale di marketing.

#### Sostegno al marito in occasione delle elezioni presidenziali

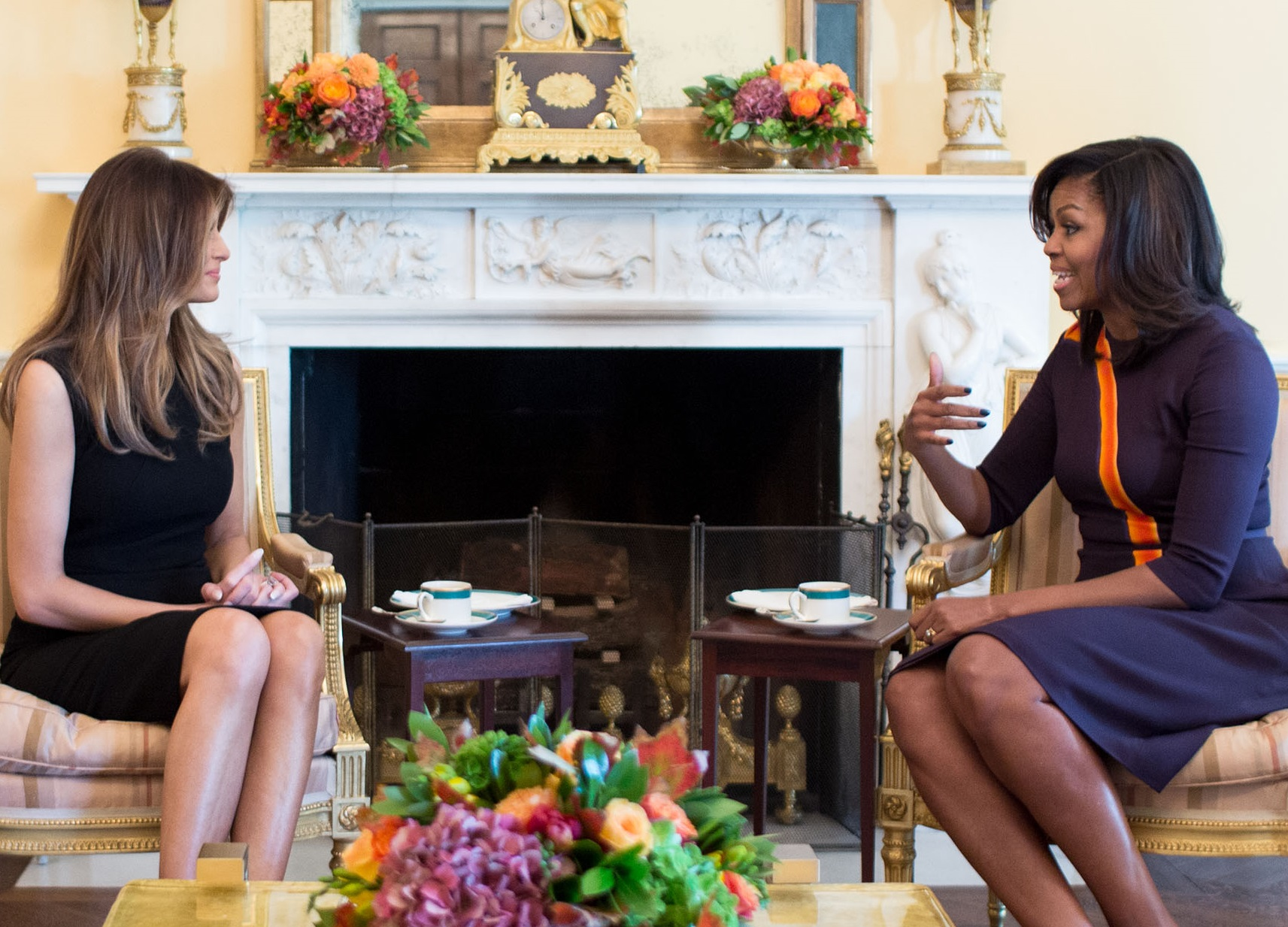
Melania Trump con l'allora first lady Michelle Obama

Melania Trump e il marito sono stati compagni affiatati fin dal loro matrimonio e sono spesso stati visti e fotografati agli eventi sociali e ricevimenti a New York. Barbara Walters è rimasta colpita dall'intelligenza di Melania quando l'ha incontrata, affermando: "Forse perché è così carina, non ci aspettiamo che sia così intelligente com'è".
Nel 2015, intervistata sulla campagna presidenziale del marito, Melania ha affermato: «Lo incoraggio perché so quello che farà e tutto quello che può fare per l'America. Ama gli americani e vuole aiutarli.» Quando il New York Times le ha chiesto quale sarebbe stato il suo ruolo se Trump fosse diventato presidente, Melania ha replicato: «Sarei molto tradizionale, come Betty Ford o Jackie Kennedy. Lo sosterrei».

### First Lady degli Stati Uniti

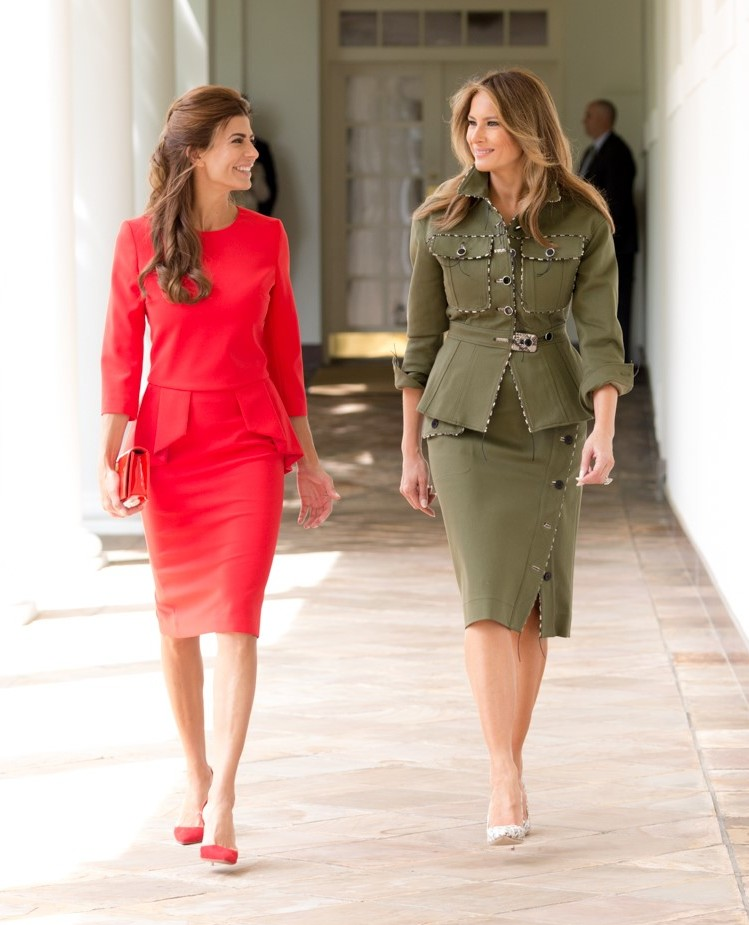
Melania Trump e Juliana Awada, camminano lungo il colonnato della Casa Bianca, 27 aprile 2017

Dopo l'insediamento di Trump come presidente il 20 gennaio 2017, Melania annunciò che non si sarebbe trasferita a Washington con lui, ma sarebbe rimasta a Manhattan in modo che il figlio Barron potesse finire lì l'anno scolastico. Durante questo periodo, Melania negoziò nuovi termini per il suo accordo prematrimoniale con Donald per riflettere i cambiamenti nelle loro vite da quando era stato firmato e per garantire che suo figlio ricevesse un'eredità adeguata.
L'8 marzo 2017, Melania ha ospitato il suo primo evento alla Casa Bianca, un pranzo per la Giornata internazionale della donna. Ha parlato a un pubblico di donne della sua vita come immigrata e del suo impegno per l'uguaglianza di genere sia a livello nazionale che all'estero, sottolineando il ruolo dell'istruzione come strumento contro la disuguaglianza di genere. La maggior parte delle apparizioni di Melania come first lady nel 2017 sono avvenute a Manhattan e Washington, e in genere ha parlato di questioni relative alle donne e ai bambini, comunicando le sue apparizioni solo tramite video. Dopo essersi trasferita alla Casa Bianca, scelse di trascorrere la maggior parte del suo tempo negli alloggi privati, gestendo lo staff della Casa Bianca da lì invece che dagli uffici dell'ala est della first lady, supervisionando i restauri di diverse stanze dell'edificio. Inoltre trascorse molto tempo al di fuori ogni anno, visitando Mar-a-Lago durante le principali festività e durante molti fine settimana.
Per proteggere l'uso della sua immagine e mantenere un reddito, Melania ha concesso in licenza le foto dei suoi servizi fotografici tramite Getty Images; ciò le ha permesso di scegliere come i giornalisti le avrebbero utilizzate e ha ricevuto delle royalties per ogni utilizzo.
Nel 2018, dopo che fu riferita all'opinione pubblica una notizia secondo cui il marito avesse avuto un incontro con l'attrice pornografica Stormy Daniels, le apparizioni pubbliche di Melania divennero più rare e lei annullò diversi eventi a cui avrebbe dovuto partecipare con il marito.

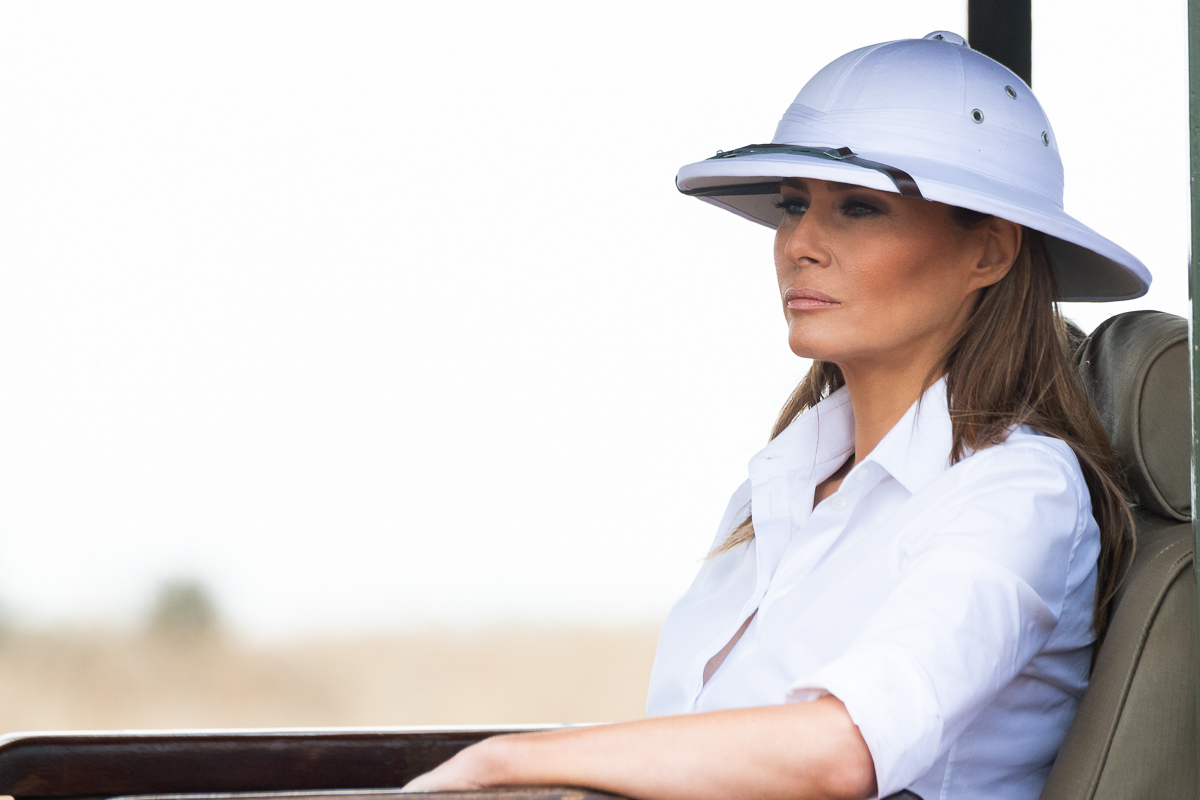
La first lady Melania con indosso un casco coloniale il 5 ottobre 2018, al Parco nazionale di Nairobi, Kenya

Nel mese di ottobre, Melania ha intrapreso un tour dell'Africa da sola, visitando Ghana, Malawi, Kenya ed Egitto trascorrendo gran parte del suo tempo con i bambini nelle scuole, negli orfanotrofi e negli ospedali incontrando le first lady dei paesi africani e il presidente Abdel Fattah al-Sisi. Il viaggio aveva lo scopo di promuovere il lavoro di aiuti umanitari svolto dall'Agenzia statunitense per lo sviluppo internazionale, che ha sollevato dubbi sull'intenzione del marito di tagliarne i finanziamenti. Ha ricevuto alcune critiche per i suoi abiti indossati, dove di fronte alla Grande Sfinge di Giza è stata vista come sfruttatrice a causa del casco coloniale che indossava ed è stato criticato per la sua associazione con il colonialismo in Africa. A queste critiche lei ha risposto dicendo che le persone dovrebbero prestare più attenzione alle sue azioni invece che ai suoi abiti.

#### Ritorno alla Casa Bianca

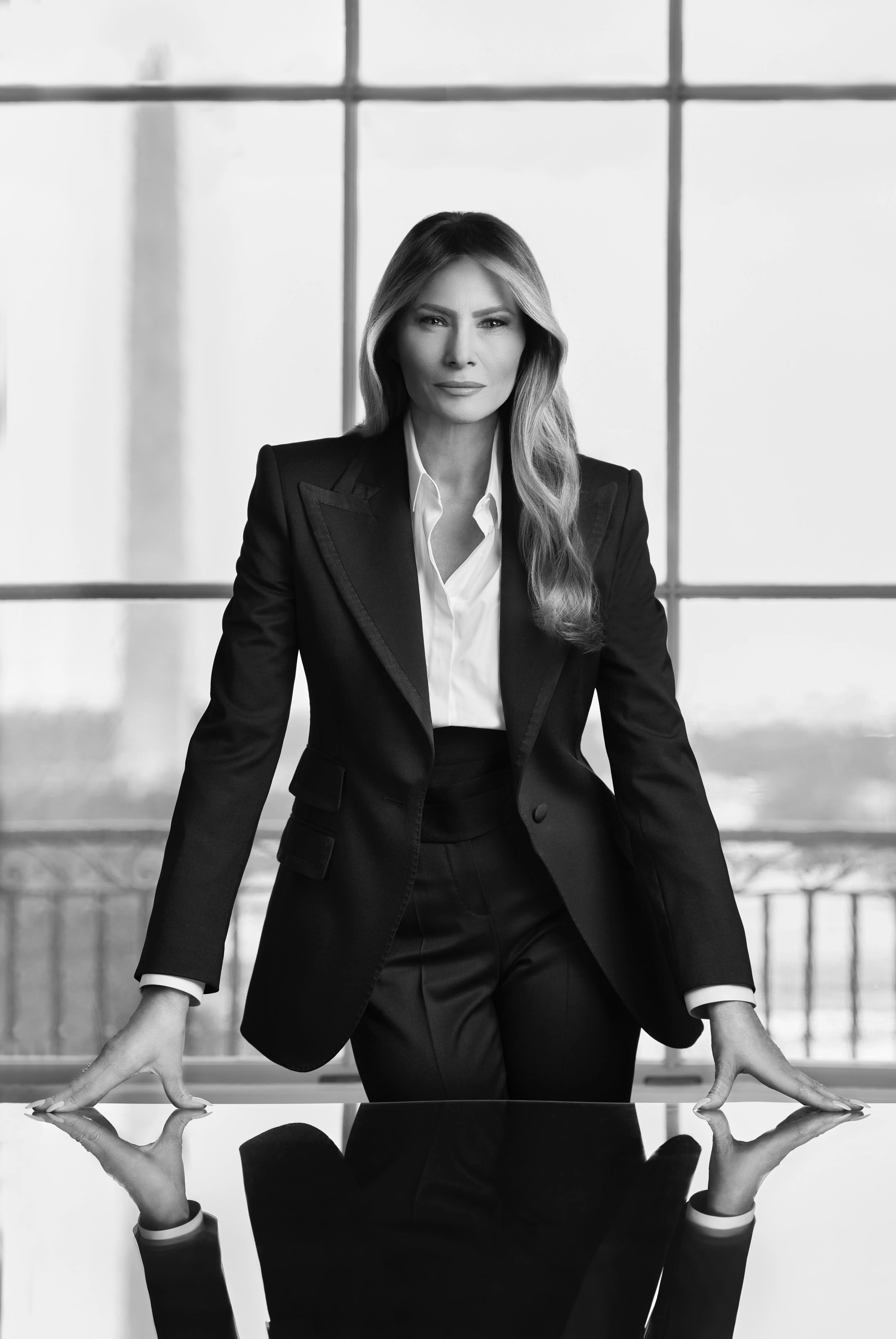
Melania Trump alla Casa Bianca nel 2025

Il 20 gennaio 2025, dopo la seconda inaugurazione presidenziale di Donald Trump come 47º Presidente degli Stati Uniti Melania è diventata la 47° First Lady, la seconda a ricoprire la carica due volte non consecutive, dopo Frances Cleveland.
Dopo che venne scattata la foto ufficiale di Melania alla Casa Bianca e rilasciata al pubblico dominio, molti media statunitensi e internazionali hanno visto somiglianze nella posa della Trump (con le braccia divaricate e le mani appoggiate sul tavolo) con quella di Claire Underwood, un personaggio della seria televisiva House of Cards; in cui entrambe cercano di esprimere potere.

## Opere di beneficenza e filantropia
Melania ha sostenuto vari eventi caritatevoli, quale ad esempio la Breast Cancer Research Foundation. È stata presidente onoraria della Martha Graham Dance Company nell'aprile del 2005. È un membro attivo della Police Athletic League, che l'ha insignita del premio Woman of The Year nel 2006. È stata presidente onoraria del The Boy's Club di New York per cinque anni consecutivi. Nel 2005 la Croce Rossa Americana l'ha premiata con il titolo di Goodwill Ambassador. Nel 2008 ha suonato il campanello di chiusura al Nasdaq per commemorare la Fifth Annual National Love Our Children Day e l'inizio del mese della National Child Abuse Prevention. Ha lanciato la campagna Be Best a favore di tutti i bambini e adolescenti del paese. 

## Controversie

### Querela al Daily Mail
Nell'agosto 2016 la ex modella slovena querelò il quotidiano inglese Daily Mail che, in un articolo, aveva insinuato l'attività di prostituta svolta in passato da Melania. La ex modella, querelando tale giornale per diffamazione, chiese un risarcimento di 150 milioni in dollari; dopo aver vinto la causa nell'aprile 2017, secondo alcune fonti, ottenne tre milioni: la cifra precisa del risarcimento non è stata resa nota dalle parti né dai loro avvocati. Inoltre il direttore responsabile e il rappresentante legale della società proprietaria del giornale chiesero ufficialmente scusa alla First lady con un comunicato sul giornale stesso e una dichiarazione letta pubblicamente a un giudice dell'Alta Corte di Londra.

### Accusa di plagio
Ancora prima di divenire First lady, Melania Trump è stata accusata di plagio perché nel suo discorso alla Convention dei Repubblicani del luglio 2016 avrebbe in parte copiato le parole dette da Michelle Obama alla Convention Democratica di Denver del 2008. La notizia è stata oggetto di numerose polemiche.